# Hydrodessus jethoeae
Hydrodessus jethoeae är en skalbaggsart som beskrevs av Dewanand Makhan 1994. Hydrodessus jethoeae ingår i släktet Hydrodessus och familjen dykare. Inga underarter finns listade i Catalogue of Life.